# Richard Ier de Beaumont-au-Maine
Richard Ier de Beaumont-au-Maine (° ? - † > 1199), vicomte de Beaumont, Fresnay et Sainte-Suzanne.

## Généalogie
La famille de Beaumont, puis de Beaumont-Brienne, domina cette région du Maine du Xe  au  XIVe siècle.

## Biographie
M. Depoin, dans son étude sur les vicomtes de Beaumont, attribue à Richard, vicomte de Beaumont, fils de Roscelin de Beaumont et de Constance, une libéralité en faveur de Robert, abbé de Saint-Vincent, antérieure à la fin de 1176, un second acte de 1177 ; l'abbé Angot indique en connaître un du roi Henri II d'Angleterre pour l'hôpital d'Angers dont il est témoin, ainsi que de celui du même roi en faveur des Bonshommes d'Angers où il intervient en 1188.
Richard fonde, en 1190, l'anniversaire de ses parents, Roscelin de Beaumont et Constance d'Angleterre, à Saint-Étienne de Caen ; atteste les dons de Robert III d'Alençon à l'abbaye de Perseigne le 7 mai 1191, et le dixième jour des coutumes de la châtellenie de Fresnay et de ce que Constance, sa sœur, y possédait, en 1194. Il ne vécut pas au-delà de 1196.

## Famille
Luce de Laigle (° ? - † > 1217), sa femme, épousée entre 1170 et 1177, que Gilles Ménage et le Père Anselme donnent pour première épouse à son fils Raoul, est désignée par le généalogiste René de Quatrebarbes sous le nom de Luce de Quelaines. Le véritable nom de Luce, femme de Richard de Beaumont, est Luce de Laigle (ou Lucie), Lucia de Aquila, ou Aquilana, qu'une dérivation forcée a fait traduire par Quelaines. Elle est probablement la fille de Richard/Richer II de L'Aigle (et de Sophie de Montbéliard ? ?). 
Il y eut, de l'union de Richard et de Luce, au moins sept enfants :
1. Raoul VIII de Beaumont († 1238-1239), qui succéda à son père ;
2. Richard de Beaumont, † 1202, mort même avant son père, qui, d'après une charte de l'Abbaye de Marmoutier, citée par Dom Villevieille, aurait projeté la fondation de son anniversaire, et qui en laissa l'accomplissement à son fils[Note 1] ;
3. Geoffroy de Beaumont, qui, sur le point de partir pour Jérusalem, fit un don à l'abbaye de Tiron en 1241 ;
4. Guillaume de Beaumont, (° 1177[Note 2] - † 2 septembre 1240) évêque d'Angers de 1202 à 1240 ;
5. Ermengarde de Beaumont, († 12 février 1233), qui épousa le 5 septembre 1186 à Woodstock Guillaume Ier d'Écosse, roi d'Écosse ;
6. Constance de Beaumont († > 1226), qui épousa avant le 22 septembre 1199 Roger IV de Tosny, seigneur de Conches († > 29 décembre 1208), de l'illustre famille normande de Tosny ;
7. Pétronille ou Perronnelle, mariée vers 1180-1184 avec Alain Ier de Penthièvre-Avaugour'(°1151 - † 29 décembre 1212), fils d'Henri Ier d'Avaugour, comte de Penthièvre, et de Mahaut de Vendôme, comte de Tréguier et de Penthièvre, de Goëlo, de Guingamp et d'Avaugour.

```
Henri
 
I
er
 d'Angleterre

│
├──> 
Mathilde
, femme de 
Geoffroy Plantagenet

│    │
│    └──> 
Henri
 
II
 d'Angleterre

│
├──> Constance, fille bâtarde 
│    x 
Roscelin de Beaumont

│    │
│    └──> 
Richard
 
I
er
 de Beaumont

│    │    x 
Luce de Laigle

│    │    │
│    │    └──> 
Raoul
 
VIII
 de Beaumont

│    │    │
│    │    └──> Richard de Beaumont
│    │    │
│    │    └──> Geoffroy de Beaumont
│    │    │
│    │    └──> 
Guillaume de Beaumont
, évêque d'Angers
│    │    │
│    │    └──> 
Ermengarde de Beaumont
, reine d'
Écosse

│    │    │     x 
Guillaume
 
I
er
 d'Écosse

│    │    │
│    │    └──> 
Constance de Beaumont

│    │    │    x 
Roger
 
IV
 de Tosny

│    │    │
│    │    └──> Pétronille de Beaumont
│    │         x 
Alain
 
I
er
 de Penthièvre-Avaugour

│    │
│    └──> 
Raoul de Beaumont
, évêque d'Angers
│
```